# Halmlav
Halmlav (Lecanora symmicta) är en lavart som först beskrevs av Erik Acharius, och fick sitt nu gällande namn av Erik Acharius. Halmlav ingår i släktet Lecanora, och familjen Lecanoraceae. Arten är reproducerande i Sverige.

## Bildgalleri

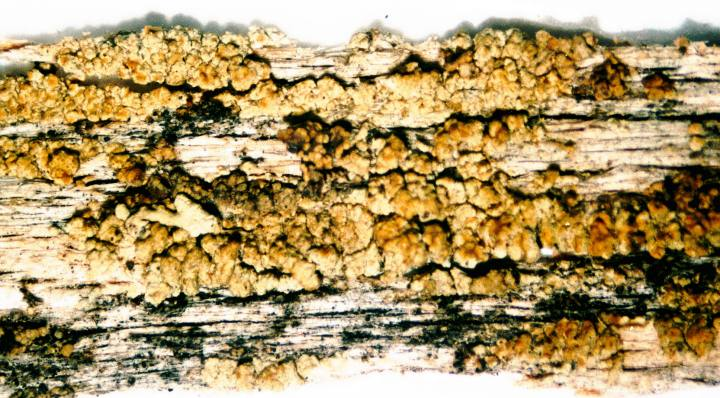
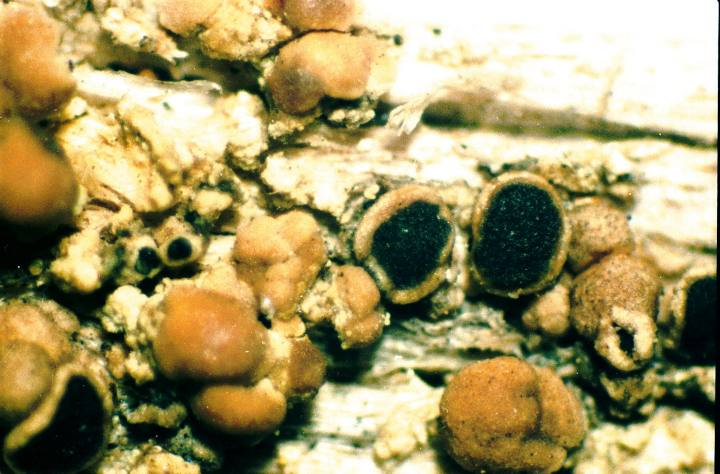
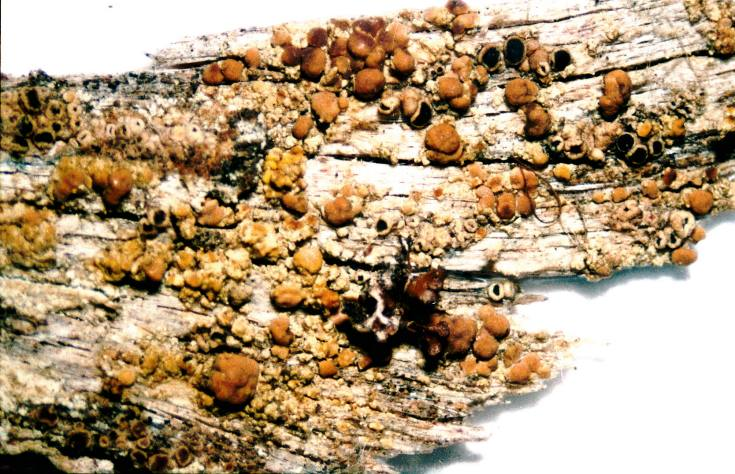